# Toninho Ciardulo
Antonio Luiz Ciardulo, conhecido como Toninho Ciardulo (São Paulo, 8 de maio de 1956) é compositor, arranjador, cantor e professor de violão. Lecionou por muitos anos no Centro Livre de Aprendizagem Musical - CLAM. Gravou a trilha sonora "Juliana" composta por Luiz Chaves, do Zimbo Trio, para o Ballet Cisne Negro.
Na televisão participou de: Café Concerto, com o Zimbo Trio, na TV Cultura; Almoço com as Estrelas e Gaiola de Ouro, na extinta rede TV Tupi.
Toninho é figura presente do circuito paulistano, tendo se apresentado no Masp, no Sesc Carmo, no Sesc Fábrica Pompéia, além de inúmeras casas noturnas. Tocou com Benê Zambonetti, Ibys Maceioh e foi professor do violonista paulistano Denis Mandarino.
O seu filho Pedro Henrique Palacios, de 21 anos, morreu tragicamente durante a Virada cultural de São Paulo, no dia 22 de maio de 2016.

## Produção musical
- Filhos de Macunaíma, direção com Chico de Assis (Grupo Boneco de Pano)[4]
- Vargas, de Dias Gomes e Ferreira Gullar, arranjos e gravações (Grupo Catarse)[4]
- Zumbi, de Gianfrancesco Guarnieri e Augusto Boal, direção musical (Grupo Catarse)[4]
- Romeu e Julieta, de William Shakespeare, direção musical (Grupo Catarse)[4]

## Discografia
- Luz e Movimento (2013)[8]
- Simples (1994)